# Paradyemus nodicollis
Paradyemus nodicollis är en skalbaggsart som beskrevs av Stefan von Breuning 1951. Paradyemus nodicollis ingår i släktet Paradyemus och familjen långhorningar. Inga underarter finns listade i Catalogue of Life.